# レイモンド・キャッテル

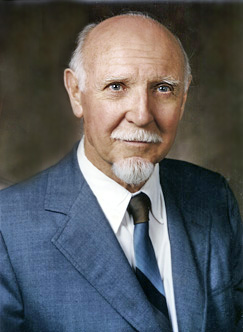
レイモンド・キャッテル

レイモンド・キャッテル（Raymond Cattell, 1905年3月20日 - 1998年2月2日）は、イギリス系アメリカ人の心理学者で、個人内の心理構造に関する心理測定学的研究で知られる。優生学協会に所属しており、優生学の著作もある。
広く引用されているランキングによれば、心理学者としてキャッテルは16番目に有名であり、科学雑誌で7番目に多く引用され、20世紀で最も生産的な心理学者の一人であった。
一方、白人至上主義者やネオナチとの交友関係があり、彼らから尊敬を集めていることもあり、物議を醸す人物である。
キャッテルは、1929年にロンドン大学で心理学の博士号を取得して、エクセター大学で教鞭を執った。1937年に米国に渡り、クラーク大学とハーバード大学で教鞭を執った。1945年にはイリノイ大学の教授に就任、1978年からハワイ大学の教授を務めた。
知能を結晶性知能と流動性知能に分けた。また、文化や言語の違いによる影響を減らした文化自由知能テストを考えたほか、因子分析法を用いて人格の研究も行った。
キャッテルの主な発見は、因子分析法の使用による流動性知能と結晶性知能の発見である。
結晶性知能とは、学校で受けた教育や、仕事・社会生活の中で得た経験に基づいた知能である。例えば、言葉の分析、単語力、語学能力などは、この結晶性知能によって行われる。一方、流動性知能とは、新しいことを学習する知能や、新しい環境に適応するための問題解決能力などのことである。そして、結晶性知能の発達は、個人の流動性知能によって左右される。つまり、二人の人間が全く同じ経験を積んだ場合、流動性知能の高い個人が、結晶性知能をより発達させることができる。ただし、いかに流動性知能が高い個人でも、知能を発達させる環境（例；学校）に晒されなければ、結晶性知能はあまり発達しない。

## 関連
イギリスの詩人ウィリアム・バトラー・イェイツは晩年優生学に傾斜しており、エッセイの中で、キャッテルの『わが国民的知性のための闘争（The fight for our national intelligence）』（1937年）を典拠に、人種の「汚染」「退化」を止めるために積極的に断種手術を行うことを強く肯定している。